# Villa Daviel
Pour les articles homonymes, voir Daviel.
La villa Daviel est une voie du 13e arrondissement de Paris située dans le quartier de la Maison-Blanche.

## Situation et accès
La villa Daviel est desservie à proximité par la ligne 6 aux stations Corvisart et Glacière.

## Origine du nom
Elle tient son nom de la proximité de la rue Daviel.

## Historique
La voie est ouverte et prend sa dénomination actuelle en 1912. 